# Parque Nacional das Montanhas Kremenets

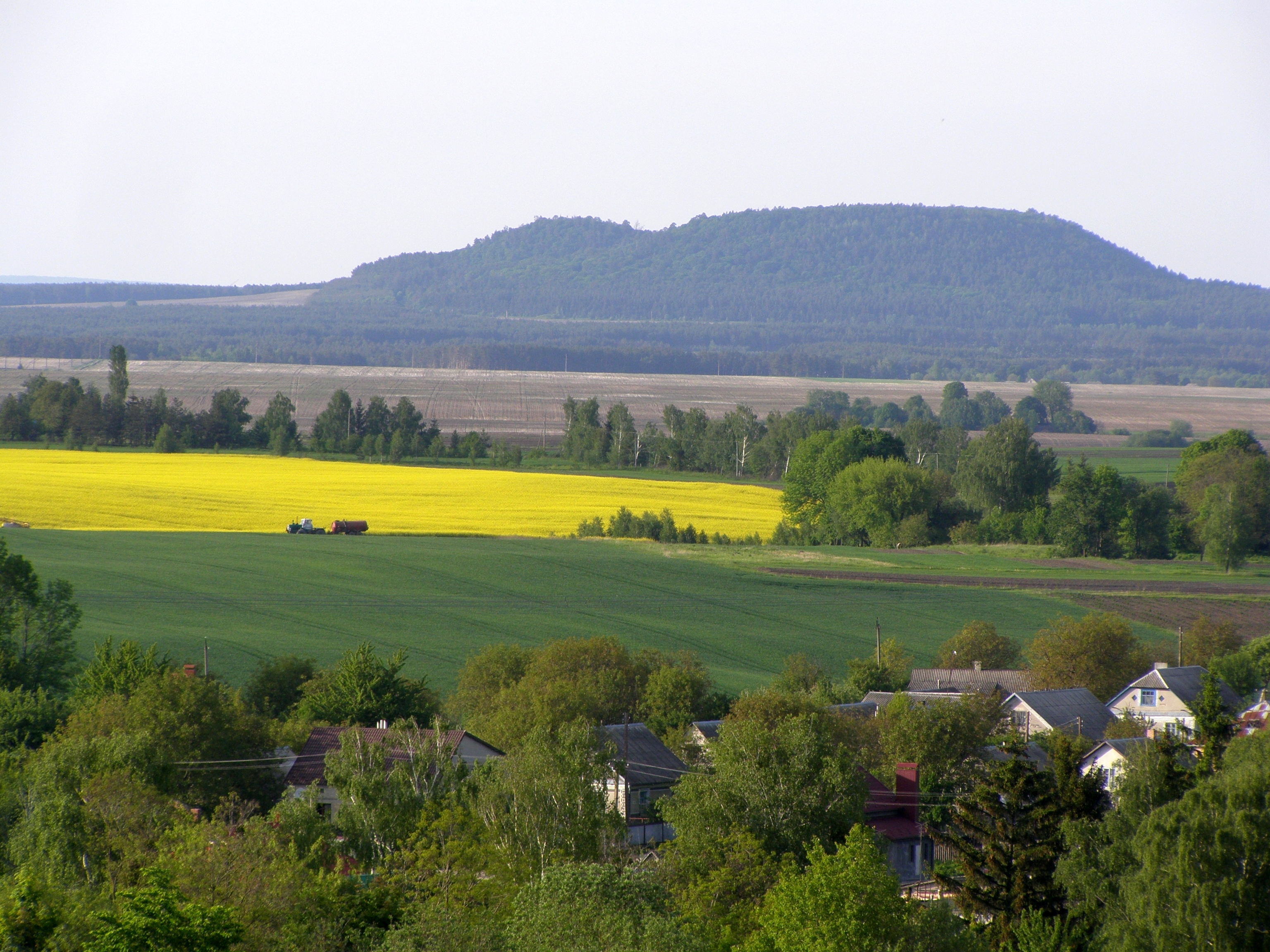
Imagem do parque

O Parque Nacional das Montanhas Kremenets (em ucraniano:  Кременецькі гори національний природний парк) abrange um conjunto de montanhas e tergos em Hologoro-Kremenetskiy, Planalto de Podolian, no centro-oeste da Ucrânia. Administrativamente, o parque fica no distrito de Kremenets e no distrito de Shumsk, No Oblast de Ternopil.

## Clima e ecorregião
A designação oficial do clima para a área das Montanhas Kremenets é "Clima continental húmido - subtipo de verão fresco" (classificação climática de Köppen), com grandes diferenciais sazonais de temperatura e um verão quente (pelo menos quatro meses com média de 10 °C (50 °F), mas nenhum mês com média acima de 22 °C (72 °F).